# La vendetta dei gladiatori
La vendetta dei gladiatori è un film del 1964 diretto da Luigi Capuano.